# Jorge Ureña
Jorge Ureña Andreu (Onil, 8 ottobre 1993) è un multiplista spagnolo, campione europeo indoor nell'eptathlon a Glasgow 2019.

## Record nazionali
Seniores
- Eptathlon indoor: 6 249 p. ( Praga, 28-29 gennaio 2017)

| 60 m | Lungo  | Peso    | Alto   | 60 m hs | Asta   | 1000 m  |
| ---- | ------ | ------- | ------ | ------- | ------ | ------- |
| 6"91 | 7,62 m | 13,96 m | 2,04 m | 7"85    | 5,00 m | 2'40"06 |

## Palmarès
| Anno | Manifestazione             | Sede       | Evento        | Risultato | Prestazione | Note                                     |
| ---- | -------------------------- | ---------- | ------------- | --------- | ----------- | ---------------------------------------- |
| 2012 | Mondiali U18               | Barcellona | Decathlon U20 | 20º       | 6937 p.     |                                          |
| 2014 | Campionati ibero-americani | San Paolo  | Decathlon     | Argento   | 7644 p.     |                                          |
| 2015 | Europei indoor             | Praga      | Eptathlon     | 7º        | 5941 p.     |                                          |
| 2015 | Europei U23                | Tallinn    | Decathlon     | Argento   | 7983 p.     |                                          |
| 2015 | Mondiali                   | Pechino    | Decathlon     | 21º       | 6858 p.     |                                          |
| 2016 | Mondiali indoor            | Portland   | Eptathlon     | dnf       | dnf         |                                          |
| 2016 | Europei                    | Amsterdam  | Decathlon     | dnf       | dnf         |                                          |
| 2017 | Europei indoor             | Belgrado   | Eptathlon     | Argento   | 6227 p.     |                                          |
| 2017 | Mondiali                   | Londra     | Decathlon     | 9º        | 8125 p.     |                                          |
| 2018 | Europei                    | Berlino    | Decathlon     | 16º       | 7208 p.     |                                          |
| 2019 | Europei indoor             | Glasgow    | Eptathlon     | Oro       | 6218 p.     |                                          |
| 2021 | Europei indoor             | Toruń      | Eptathlon     | Argento   | 6158 p.     |                                          |
| 2021 | Giochi olimpici            | Tokyo      | Decathlon     | 9º        | 8322 p.     | Miglior prestazione personale            |
| 2022 | Mondiali indoor            | Belgrado   | Eptathlon     | 7º        | 6049 p.     | Miglior prestazione personale stagionale |
| 2023 | Europei indoor             | Istanbul   | Eptathlon     | 5º        | 5966 p.     |                                          |
| 2024 | Giochi olimpici            | Parigi     | Decathlon     | 20º       | 7096 p.     |                                          |